# Beatriz Haddad Maia
Beatriz Haddad Maia (São Paulo, 30 de mayo de 1996) es una tenista profesional de Brasil.
Su mejor clasificación en la WTA fue la número 10 del mundo, a la que llegó el 12 de junio de 2023. En dobles alcanzó el número 10 del mundo el 8 de mayo de 2023. Ha ganado 2 títulos WTA de individuales y 5 títulos WTA de dobles, además de diecisiete títulos individuales y nueve de dobles en el ITF Tour. Fue semifinalista en Roland Garros en 2023 y subcampeona del WTA 1000 de Canadá en 2022, en individuales, y en dobles, fue campeona del  WTA 1000 de Madrid 2023, subcampeona del Abierto de Australia 2022, del WTA 1000 de Guadalajara 2022 y del WTA 1000 de Indian Wells 2023.
Hizo su debut en Grand Slam en el torneo de Roland Garros 2017, tras superar la fase clasificatoria. Ganó su primer partido de Grand Slam ese mismo año en Wimbledon, donde derrotó a Laura Robson, procedente de la clasificatoria.

## Trayectoria deportiva

### 2022: doble campeona del Torneo de Nottingham, título en el Torneo de Birmingham, semifinalista del Masters de Canadá y clasificación para las WTA Finals en dobles
Se proclama campeona del cuadro de doble junto a Anna Danilina en el Torneo de Sídney. 
En el Abierto de Australia vence en primera ronda a Katie Volynets (6-3, 2-6, 3-6) y pierde en segunda ante Simona Halep (6-2, 6-0). Es finalista en el cuadro de dobles junto a Anna Danilina. Pierden la final 6-7, 6-4, 6-4 ante Barbora Krejčíková y Kateřina Siniaková.
Es semifinalista del Torneo de Monterrey perdiendo 1-6, 4-6 ante Leylah Fernandez
En el Masters de Indian Wells cae en segunda ronda ante Clara Tauson (4-6, 3-6) y en el Masters de Miami en tercera ronda ante Anhelina Kalínina (2-6, 6-4, 6-2).
Es semifinalista del Torneo de Bogotá en el cuadro de dobles junto a Camila Osorio perdiendo 6-4, 5-7, 6-10 ante Astra Sharma y Aldila Sutjiadi.
En el Masters de Madrid pierde su primer partido del cuadro principal ante Tamara Zidanšek (2-6, 3-6).
Es campeona individual del WTA 125K Saint-Malo y finalista del WTA 125K de Paris. En este mismo torneo se proclama campeona de dobles junto a Kristina Mladenovic.
En Roland Garros gana en primera ronda a Cristina Bucșa (6-3, 1-6, 6-2) y pierde en segunda contra Kaia Kanepi (4-6, 4-6). En el cuadro de dobles femenido participa con Anna Danilina perdiendo en segunda ronda contra Samantha Stosur y Chan Yung-jan (6-3, 6-2). En el cuadro de dobles mixtos juega con Bruno Soares y alcanzan los cuartos de final donde pierden 4-6, 7-6, 10-12 contra Nicole Melichar y Kevin Krawietz.
Es campeona del Torneo de Nottingham ganando 6-4, 1-6, 6-3 a Alison Riske. En este mismo torneo también se proclama ganadora del cuadro de dobles junto a la china Zhang Shuai.
También se hace con el título del Torneo de Birmingham al retirarse su contrincante Zhang Shuai cuando el marcador estaba 4-5 a su favor.
Es semifinalista del Torneo de Eastbourne perdiendo 6-7, 4-6 contra Petra Kvitová.
Termina una espectacular temporada de hierba perdiendo en primera ronda de Wimbledon contra Kaja Juvan (6-4, 4-6, 6-2). Alcanza los octavos de final en el cuadro de dobles femeninos junto a Magdalena Fręch y la misma ronda en el cuadro de dobles mixtos junto a Bruno Soares.
Alcanza la final del Masters de Canadá donde pierde 3-6, 6-2, 3-6 ante Simona Halep. En el Masters de Cincinnati pierde en primera ronda contra Jeļena Ostapenko (4-6, 4-6) y alcanza los cuartos de final de dobles junto a Anna Danilina.
En el Abierto de Estados Unidos vence en primera ronda a Ana Konjuh (6-0, 6-0) y pierde en segunda contra Bianca Andreescu (2-6, 4-6). En el cuadro de dobles femenino alcanza los octavos de final junto a Anna Danilina.
Es semifinalista del Torneo de Ostrava en el cuadro de dobles junto a Anna Danilina. Ambas son finalistas del Torneo de Guadalajara perdiendo dicha final 6-7, 7-6, 8-10 contra Storm Hunter y Luisa Stefani.
Participa en las WTA Finals de Fort Worth en la categoría de dobles junto a Anna Danilina. No logran pasar de la fase de grupos al obtener los siguientes resultados: victoria ante Gabriela Dabrowski y Giuliana Olmos (5-7, 0-6), derrota ante Veronika Kudermétova y Elise Merten (6-4, 6-3) y derrotan frente a Liudmila Kichenok y Jeļena Ostapenko.

### 2023: semifinalista de Roland Garros, ganadora de dobles del Masters de Madrid y doble campeona del WTA Elite Trophy
Comienza la nueva temporada representando a Brasil en el United Cup en Brisbane junto a Thiago Monteiro, Laura Pigossi, Felipe Meligeni Alves, Luisa Stefani y Rafael Matos. No pasan de la fase de grupos.
En el Torneo Adelaida Internacional II pierde en cuartos de final contra Paula Badosa (6-7, 5-7)
En el Abierto de Australia pierde en primera ronda contra Nuria Párrizas (6-7, 2-6). En la categoría de dobles femenino participa junto a Zhang Shuai perdiendo en segunda ronda 3-6, 7-6, 7-6 contra Miriam Kolodziejová y Markéta Vondroušová.
Es semifinalista del Torneo de Abu Dabi perdiendo 2-6, 3-6 contra Belinda Bencic. En el Torneo de Doha pierde en cuartos de final contra Jessica Pegula (3-6, 2-6) y en el Torneo de Dubái en primera ronda contra Sorana Cîrstea (4-6, 7-6, 7-5).
Es finalista en el cuadro de dobles del Masters de Indian Wells junto a Laura Siegemund perdiendo en la final 6-1, 6-7, 10-7 contra Kateřina Siniaková y Barbora Krejčíková. En el cuadro individual pierde en segunda ronda contra Emma Raducanu (6-1, 2-6, 6-4).
En el Masters de Miami cae en segunda ronda ante Jeļena Ostapenko (6-2, 4-6, 6-3). Hace cuartos de final en el Torneo de Stuttgart perdiendo 6-3, 6-0 contra Ons Jabeur.
En el Masters de Madrid pierde en primera ronda ante Mirra Andréyeva (6-7, 3-6) pero se proclama ganadora de dobles junto a Victoria Azárenka al imponerse en la final 1-6, 4-6 a Jessica Pegula y Coco Gauff.
En el Masters de Roma pierde en cuartos de final ante la ucraniana Anhelina Kalínina (7-6, 6-7, 3-6).
Es semifinalista de Roland Garros al ganar el las primeras rondas a Tatjana Maria (0-6, 1-6), Diana Shnaider (2-6, 7-5, 4-6), Yekaterina Aleksándrova (7-5, 4-6, 5-7), Sara Sorribes (7-6, 3-6, 5-7) y Ons Jabeur (3-6, 7-6, 6-1). Pierde en la semifinal contra Iga Świątek (6-2, 7-6).
En Wimbledon se tiene que retirar ante su partido contra Yelena Rybákina en octavos de final con el marcador 1-4 a favor de la kazaja. En las rondas previas vence a Yúliya Putíntseva (3-6, 6-0, 6-4), Jaqueline Cristian (4-6, 6-2, 6-4) y Sorana Cîrstea (6-2, 6-2).
En el Masters de Canadá pierde en segunda ronda ante la local Leylah Fernandez (5-7, 7-5, 3-6) y en el Masters de Cincinnati en primera ronda ante Karolína Muchová (6-7, 6-1, 6-4).
En el Abierto de Estados Unidos vence en primera ronda a Sloane Stephens (2-6, 7-5, 4-6) y pierde en segunda ante Taylor Townsend (7-6, 7-5). En el cuadro de dobles alcanza los cuartos de final junto a Victoria Azárenka perdiendo 5-7, 7-5, 6-4 contra Laura Siegemund y Vera Zvonariova.
En el Torneo de San Diego alcanza los cuartos de final perdiendo 4-6, 3-6 contra Barbora Krejčíková.
Se proclama vencedora tanto en el cuadro individual como de dobles del WTA Elite Trophy. Individualmente vence a Zheng Qinwen (7-6, 7-6). En dobles juega junto a Veronika Kudermétova y se imponen en la final 6-3, 6-3 a Miyu Kato y Aldila Sutjiadi.

### 2024: ganadora del Torneo de Corea y del Torneo de Adelaida en dobles
Empieza la temporada disputando la United Cup en Perth formando parte del equipo brasileño junto a Thiago Seyboth Wild, Carolina Meligeni Alves, Felipe Meligeni Alves y Marcelo Melo. No logran pasar de la fase de grupos. 
Es campeona de dobles junto a Taylor Townsend en Torneo Internacional de Adelaida al imponerse en la final 7-5, 6-3 a Kristina Mladenovic y Caroline Garcia.
En el Abierto de Australia gana en primera ronda a Linda Fruhvirtová (2-6, 6-3, 2-6) y en segunda a Alina Kornéyeva (1-6, 2-6), pierde en tercera ronda contra Maria Timofeeva (7-6, 6-3). En dobles participa junto a Taylor Townsend alcanzando la tercera ronda donde pierden 6-2, 6-4 contra Cristina Bucșa y Aleksandra Panova. 
En el Torneo de Abu Dabi es semifinalista perdiendo ante Daria Kasátkina (6-3, 4-6, 7-6). En la categoría de dobles también alcanza la semifinal junto a Luisa Stefani pero se retiran antes de disputar el partido ante Sofia Kenin y Bethanie Mattek-Sands.
En el Masters de Indian Wells cae en segunda ronda ante Anastasía Pavliuchénkova (6-2, 4-6, 3-6). En dobles alcanza los cuartos de final junto a Taylor Townsend perdiendo 6-7, 2-6 contra Storm Hunter y Kateřina Siniaková.
En el Masters de Miami pierde en segunda ronda ante Katie Boulter (6-2, 6-3). En el Torneo de Charleston cae en octavos de final ante Veronika Kudermétova (5-7, 1-6).
En el Masters de Madrid pierde en cuartos de final ante Iga Świątek (4-6, 6-0, 6-2) y en el Masters de Roma cae en segunda ronda frente a Madison Keys (4-6, 6-4, 3-6). En Roland Garros pierde en primera ronda contra Elisabetta Cocciaretto (3-6, 6-4, 6-1). 
En Wimbledon gana en primera ronda a Magdalena Fręch (5-7, 3-6) y en segunda a Camila Osorio tras la retirada de esta. Pierde en tercera ronda ante Danielle Collins (6-4, 6-4). 
Participa en los Juegos Olímpicos de París en las categorías de individuales y de dobles femeninos junto a Luisa Stefani . En individuales vence en primera ronda a la francesa Varvara Grachova (6-4, 4-6, 6-0) y pierde en segunda ronda ante la eslovaca Anna Karolína Schmiedlová (4-6, 4-6). En dobles vencen en primera ronda a las chinas Yue Yuan y Shuai Zhang (4-6, 4-6) y pierden en segunda ronda ante las británicas Katie Boulter y Heather Watson (6-3, 6-4).
En el Masters de Canadá se tiene que retirar por lesión de su segundo partido ante Katie Boulter tras ganar en primera ronda a Marie Bouzková (5-7, 6-2, 7-6). En el Masters de Cincinnati pierde su primer partido ante Anastasía Pavliuchénkova (4-6, 7-6, 6-3).
Es finalista del Torneo de Cleveland perdiendo la final 6-1, 1-6, 5-7 contra McCartney Kessler.
En el Abierto de Estados Unidos gana las tres primeras rondas ante Elina Avanesian (4-6, 6-0, 6-2), Sara Sorribes (6-2, 6-1) y Anna Kalínskaya (6-3, 6-1). En octavos de final vence a Caroline Wozniacki (2-6, 6-3, 3-6) y pierde en cuartos de final ante Karolína Muchová (1-6, 4-6). En dobles alcanza los octavos de final junto a Laura Siegemund perdiendo 3-6, 6-7 ante Liudmila Kichenok y Jeļena Ostapenko. 
En la gira asiática se proclama campeona del Torneo de Corea donde se impone en la final 6-1, 4-6, 1-6 a la rusa Daria Kasátkina. En la Premier de Wuhan alcanza los octavos de final donde pierde contra Magdalena Fręch (3-6, 2-6). En el Challenger de Ningbo pierde en cuartos de final ante Paula Badosa (3-6, 2-6) y en el Torneo de Tokio se retira antes de disputar su partido de octavos.
Beatriz finaliza su temporada clasificada en el ranking WTA como la número 17 en individuales y la número 56 en dobles.

## Mejores resultados por tipo de torneo

### Individuales
- WTA 250: Título
- WTA 500: Título
- WTA 1000: Final
- Grand Slam: Semifinal

### Dobles
- WTA 250: Título
- WTA 500: Título
- WTA 1000: Título
- Grand Slam: Final

## Torneos de Grand Slam

### Dobles

#### Finalista (1)
| Año  | Torneo               | Pareja        | Oponentes en la final                 | Resultado        |
| 2022 | Abierto de Australia | Anna Danilina | Barbora Krejčíková Kateřina Siniaková | 7-6(3), 4-6, 4-6 |

## Títulos WTA (12; 4+8)

### Individual (4)
| Leyenda                                |
| Grand Slam (0)                         |
| Juegos Olímpicos (0)                   |
| WTA Finals (0)                         |
| WTA Elite Trophy (1)                   |
| P. Mandatory & Premier 5, WTA 1000 (0) |
| Premier, WTA 500 (1)                   |
| International, WTA 250 (2)             |

| N.º | Fecha                    | Torneo           | Superficie | Oponente en la final | Resultado       |
| 1.  | 12 de junio de 2022      | Nottingham       | Hierba     | Alison Riske         | 6-4, 1-6, 6-3   |
| 2.  | 19 de junio de 2022      | Birmingham       | Hierba     | Shuai Zhang          | 5-4, ret.       |
| 3.  | 29 de octubre de 2023    | WTA Elite Trophy | Dura       | Qinwen Zheng         | 7-6(11), 7-6(4) |
| 4.  | 22 de septiembre de 2024 | Seúl             | Dura       | Daria Kasatkina      | 1-6, 6-4, 6-1   |

#### Finalista (3)
| N.º | Fecha                    | Torneo    | Superficie | Oponente en final | Resultado        |
| 1.  | 24 de septiembre de 2017 | Seúl      | Dura       | Jeļena Ostapenko  | 7-6(5), 1-6, 4-6 |
| 2.  | 14 de agosto de 2022     | Toronto   | Dura       | Simona Halep      | 3-6, 6-2, 3-6    |
| 3.  | 24 de agosto de 2024     | Cleveland | Dura       | McCartney Kessler | 6-1, 1-6, 5-7    |

### Dobles (8)
| Leyenda                                |
| Grand Slam (0)                         |
| Juegos Olímpicos (0)                   |
| WTA Finals (0)                         |
| WTA Elite Trophy (1)                   |
| P. Mandatory & Premier 5, WTA 1000 (1) |
| Premier, WTA 500 (2)                   |
| International, WTA 250 (4)             |

| N.º | Fecha                 | Torneo           | Superficie    | Pareja                   | Oponentes en la final               | Resultado        |
| --- | --------------------- | ---------------- | ------------- | ------------------------ | ----------------------------------- | ---------------- |
| 1.  | 19 de abril de 2015   | Bogotá           | Tierra batida | Paula Cristina Gonçalves | Irina Falconi Shelby Rogers         | 6-3, 3-6, [10-6] |
| 2.  | 15 de abril de 2017   | Bogotá           | Tierra batida | Nadia Podoroska          | Verónica Cepede Royg Magda Linette  | 6-3, 7-6(4)      |
| 3.  | 15 de enero de 2022   | Sídney           | Dura          | Anna Danilina            | Vivian Heisen Panna Udvardy         | 4-6, 7-5, [10-8] |
| 4.  | 12 de junio de 2022   | Nottingham       | Hierba        | Shuai Zhang              | Caroline Dolehide Monica Niculescu  | 7-6(2), 6-3      |
| 5.  | 7 de mayo de 2023     | Madrid           | Tierra batida | Victoria Azarenka        | Cori Gauff Jessica Pegula           | 6-1, 6-4         |
| 6.  | 29 de octubre de 2023 | WTA Elite Trophy | Dura          | Veronika Kudermetova     | Miyu Kato Aldila Sutjiadi           | 6-3, 6-3         |
| 7.  | 12 de enero de 2024   | Adelaida         | Dura          | Taylor Townsend          | Caroline Garcia Kristina Mladenovic | 7-5, 6-3         |
| 8.  | 22 de junio de 2025   | Nottingham       | Hierba        | Laura Siegemund          | Anna Danilina Ena Shibahara         | 7-5, 6-3         |

#### Finalista (4)
| N.º | Fecha                 | Torneo            | Superficie | Pareja          | Oponentes en la final                 | Resultado              |
| --- | --------------------- | ----------------- | ---------- | --------------- | ------------------------------------- | ---------------------- |
| 1.  | 30 de enero de 2022   | Abierto Australia | Dura       | Anna Danilina   | Barbora Krejčíková Kateřina Siniaková | 7-6(3), 4-6, 4-6       |
| 2.  | 23 de octubre de 2022 | Guadalajara II    | Dura       | Anna Danilina   | Storm Sanders Luisa Stefani           | 6-7(4), 7-6(2), [8-10] |
| 3.  | 18 de marzo de 2023   | Indian Wells      | Dura       | Laura Siegemund | Barbora Krejčíková Kateřina Siniaková | 1-6, 7-6(3), [7-10]    |
| 4.  | 10 de enero de 2025   | Adelaida          | Dura       | Laura Siegemund | Guo Hanyu Alexandra Panova            | 5-7, 4-6               |

## Títulos WTA 125s

### Individual (1–1)
| Resultado | Fecha              | Torneo     | Superficie    | Oponente      | Puntaje     |
| --------- | ------------------ | ---------- | ------------- | ------------- | ----------- |
| Campeona  | 8 de mayo de 2022  | Saint-Malo | Tierra batida | Anna Blinkova | 7-6(3), 6-3 |
| Finalista | 15 de mayo de 2022 | París      | Tierra batida | Claire Liu    | 3-6, 4-6    |

### Dobles (1–0)
| Resultado | Fecha              | Torneos | Superficie    | Pareja              | Oponentes                     | Resultado        |
| --------- | ------------------ | ------- | ------------- | ------------------- | ----------------------------- | ---------------- |
| Campeona  | 15 de mayo de 2022 | París   | Tierra batida | Kristina Mladenovic | Oksana Kalashnikova Miyu Kato | 5-7, 6-4, [10-4] |

## Finales ITF (7–4)

### Individuales (8–6)
| Leyenda             |
| ------------------- |
| Torneos de $100,000 |
| Torneos de $75,000  |
| Torneos de $50,000  |
| Torneos de $25,000  |
| Torneos de $10,000  |

| Finales por superficie |
| ---------------------- |
| Dura (5–1)             |
| Arcilla (8–5)          |
| Hierba (0–0)           |
| Carpeta (0–0)          |

| Resultado   | N.º | Fecha                   | Torneo                     | Superficie | Rival                | Marcador       |
| ----------- | --- | ----------------------- | -------------------------- | ---------- | -------------------- | -------------- |
| Subcampeona | 1.  | 1 de agosto de 2011     | São Paulo, Brasil          | Arcilla    | Maria Fernanda Alves | 6-4, 5-7, 3-6  |
| Campeona    | 1.  | 24 de octubre de 2011   | Goiânia, Brasil            | Arcilla    | Bárbara Luz          | 6-2, 6-0       |
| Campeona    | 2.  | 2 de abril de 2012      | Ribeirão Preto, Brasil     | Dura       | Natasha Fourouclas   | 6-0, 6-1       |
| Campeona    | 3.  | 25 de marzo de 2013     | Ribeirão Preto, Brasil     | Arcilla    | Andrea Benítez       | 7-6(2), 6-2    |
| Campeona    | 4.  | 15 de abril de 2013     | Antalya 15, Turquía        | Dura       | Tereza Martincová    | 6-4, 6-3       |
| Subcampeona | 2.  | 25 de mayo de 2013      | Caserta, Italia            | Arcilla    | Renata Voracova      | 4-6, 1-6       |
| Subcampeona | 3.  | 17 de junio de 2013     | Lenzerheide, Suiza         | Arcilla    | Laura Siegemund      | 2-6, 3-6       |
| Subcampeona | 4.  | 23 de junio de 2014     | Breda, Países Bajos        | Arcilla    | Bernarda Pera        | 1-6, 6-7(8)    |
| Subcampeona | 5.  | 1 de diciembre de 2014  | Mérida, México             | Dura       | Patricia Maria Țig   | 6-3, 3-6, 1-6  |
| Subcampeona | 6.  | 3 de octubre de 2016    | Pula, Italia               | Arcilla    | Martina Trevisan     | 3-6, 4-6       |
| Campeona    | 5.  | 6 de noviembre de 2016  | Scottsdale, Estados Unidos | Dura       | Kristie Ahn          | 7-6(4), 7-6(2) |
| Campeona    | 6.  | 13 de noviembre de 2016 | Waco, Estados Unidos       | Dura       | Grace Min            | 6-2, 3-6, 6-1  |
| Campeona    | 7.  | 5 de marzo de 2017      | Clare, Australia           | Dura       | Markéta Vondroušová  | 6-2, 6-2       |
| Campeona    | 8.  | 14 de mayo de 2017      | Cagnes-sur-Mer, Francia    | Arcilla    | Jil Teichmann        | 6-3, 6-3       |

### Dobles (7–4)
| Leyenda             |
| ------------------- |
| Torneos de $100,000 |
| Torneos de $75,000  |
| Torneos de $50,000  |
| Torneos de $25,000  |
| Torneos de $10,000  |

| Finales por superficie |
| ---------------------- |
| Dura (1–1)             |
| Arcilla (3–0)          |
| Hierba (0–0)           |
| Carpeta (0–0)          |

| Resultado   | N.º | Fecha                    | Torneo                   | Superficie | Rival                    | Rivales                                | Marcador            |
| ----------- | --- | ------------------------ | ------------------------ | ---------- | ------------------------ | -------------------------------------- | ------------------- |
| Campeona    | 1.  | 20 de septiembre de 2010 | Mogi das Cruzes, Brasil  | Arcilla    | Flávia Guimarães Bueno   | Maria Fernanda Alves Natasha Lotuffo   | 6-1, 6-3            |
| Campeona    | 2.  | 1 de agosto de 2011      | São Paulo, Brasil        | Arcilla    | Carla Forte              | Isabella Robbiani Kyra Shroff          | 6-7(5), 6-3, [10-7] |
| Campeona    | 3.  | 24 de octubre de 2011    | Goiânia, Brasil          | Arcilla    | Paula Cristina Gonçalves | Flávia Dechandt Araújo Karina Venditti | 6-4, 5-7, [12-10]   |
| Subcampeona | 1.  | 8 de abril de 2013       | Antalya 14, Turquía      | Dura       | Bárbara Luz              | Irina Maria Bara Diana Buzean          | 5-7, 1-6            |
| Subcampeona | 2.  | 9 de junio de 2014       | Amstelveen, Países Bajos | Arcilla    | Tatiana Búa              | Bernarda Pera Viktoriya Tomova         | 0-6, 1-2, ret.      |
| Campeona    | 4.  | 16 de junio de 2014      | Alkmaar, Países Bajos    | Arcilla    | Bernarda Pera            | Charlotte van der Meij Mandy Wagemaker | 6-1, 1-6, [10-5]    |
| Subcampeona | 3.  | 26 de enero de 2015      | Unrise, Estados Unidos   | Arcilla    | Paula Cristina Gonçalves | Anna Kalinskaya Katerina Stewart       | 6-7(6), 7-5, [6-10] |
| Subcampeona | 4.  | 11 de mayo de 2015       | Saint-Gaudens, Francia   | Arcilla    | Nicole Melichar          | Mariana Duque Julia Glushko            | 6-1, 6-7(5), [4-10] |
| Campeona    | 5.  | 25 de mayo de 2015       | Grado, Italia            | Arcilla    | Viktorija Golubic        | Sharon Fichman Katarzyna Piter         | 6-3, 6-2            |
| Campeona    | 6.  | 18 de enero de 2016      | Guarujá, Brasil          | Dura       | Paula Cristina Gonçalves | Laura Pigossi Jil Teichmann            | 6-7(3), 7-5, [10-7] |
| Campeona    | 7.  | 3 de marzo de 2017       | Clare, Australia         | Dura       | Genevieve Lorbergs       | Alison Bai Erika Sema                  | 6-4, 6-3            |

## Finales Júnior de Grand Slam (0–2)

### Dobles femeninos
| Superficie   | Año  | Campeonato    | Superficie | Compañera           | Rivales                               | Marcador         |
| ------------ | ---- | ------------- | ---------- | ------------------- | ------------------------------------- | ---------------- |
| Subcampeonas | 2012 | Roland Garros | Arcilla    | Montserrat González | Daria Gavrilova Irina Khromacheva     | 6-4, 4-6, [8-10] |
| Subcampeonas | 2013 | Roland Garros | Arcilla    | Doménica González   | Barbora Krejčíková Kateřina Siniaková | 5-7, 2-6         |

## Fed Cup

### Individuales
| Edición      | Fase               | Fecha                | Lugar            | Rival     | Superficie | Rivales      | V/D | Marcador    |
| ------------ | ------------------ | -------------------- | ---------------- | --------- | ---------- | ------------ | --- | ----------- |
| Fed Cup 2012 | Grupo de América I | 1 de febrero de 2012 | Curitiba, Brasil | Venezuela | Arcilla    | Gabriela Paz | D   | 6-7(3), 2-6 |
| Fed Cup 2012 | Grupo de América I | 2 de febrero de 2012 | Curitiba, Brasil | Bolivia   | Arcilla    | Nabila Farah | V   | 6-1, 6-1    |